# Łańcuch pokarmowy

Uproszczone łańcuchy pokarmowe w ekosystemach lądowych i wodnych

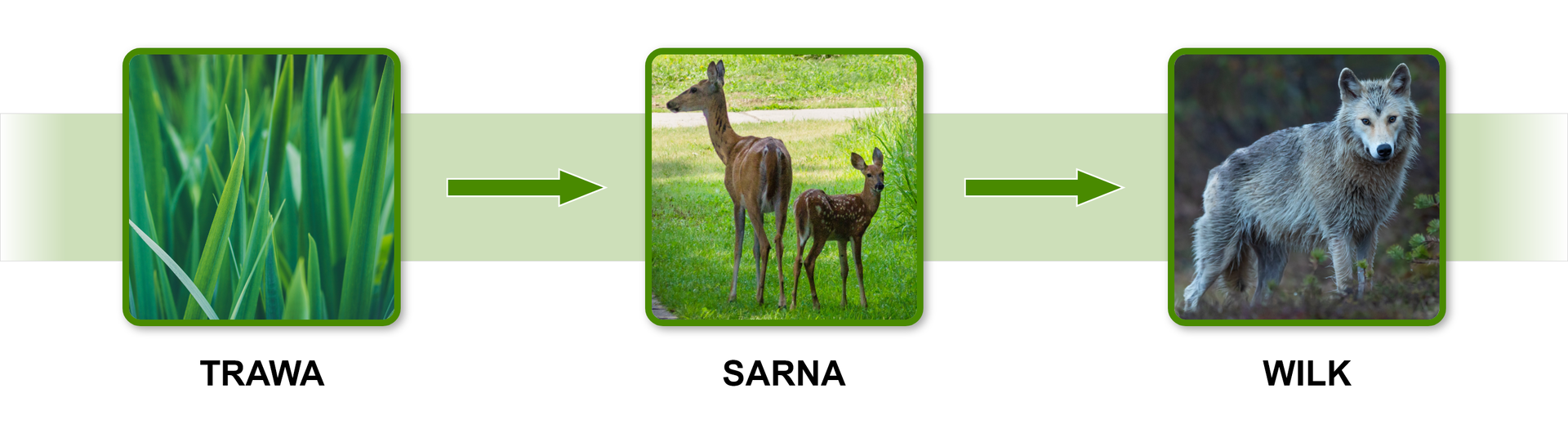
Łańcuch spasania

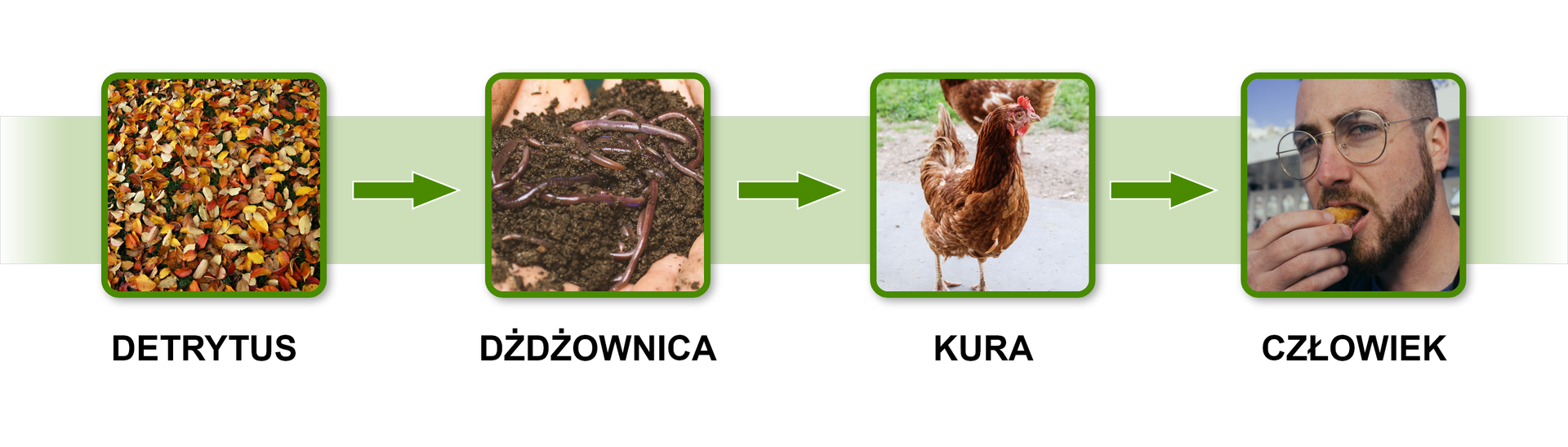
Łańcuch detrytusowy

Łańcuch pokarmowy, łańcuch troficzny – szereg organizmów ustawionych w takiej kolejności, że każda poprzedzająca grupa (ogniwo) stanowi źródło pokarmu (energii) dla następnej. Łańcuchy troficzne tworzą sieć zależności pokarmowych. Dzięki nim możliwe jest zachodzenie cykli biogeochemicznych w ekosystemach.
W skład typowego łańcucha pokarmowego wchodzą następujące poziomy troficzne:
1. producenci – organizmy autotroficzne (samożywne) przekształcające energię słoneczną w związki organiczne (tj. produkujące pokarm) w procesie fotosyntezy lub chemosyntezy;
2. konsumenci – organizmy heterotroficzne (cudzożywne), zazwyczaj wyróżnia się konsumentów I rzędu (fitofagi) oraz II rzędu (zoofagi), niektóre łańcuchy pokarmowe mają dodatkowe rzędy konsumentów (drapieżników);
3. reducenci (destruenci) – organizmy saprotroficzne rozkładające martwą materię organiczną.

Wśród łańcuchów pokarmowych wyróżnia się:
- łańcuch spasania – prowadzący od roślin zielonych (producenci) poprzez zwierzęta roślinożerne (konsumenci I rzędu) do drapieżników (konsumenci II rzędu);
- łańcuch detrytusowy – prowadzący od martwej materii organicznej poprzez żywiące się nimi organizmy saprofagiczne do zjadających ich drapieżników.